# Roscoe Engel
Roscoe Engel (ur. 6 marca 1989 w Kapsztadzie) – południowoafrykański lekkoatleta specjalizujący się w biegach sprinterskich. 
Był członkiem sztafety RPA, która w 2008 roku zdobyła w Bydgoszczy brązowy medal mistrzostw świata juniorów w biegu rozstawnym 4 x 100 metrów. Medalista mistrzostw kraju.

## Osiągnięcia
| Rok  | Impreza                     | Miejsce    | Konkurencja        | Lokata     | Wynik |
| ---- | --------------------------- | ---------- | ------------------ | ---------- | ----- |
| 2008 | Mistrzostwa świata juniorów | Bydgoszcz  | sztafeta 4 x 100 m | 3. miejsce | 39,70 |
| 2008 | Mistrzostwa świata juniorów | Bydgoszcz  | bieg na 100 m      | eliminacje | 10,72 |
| 2012 | Mistrzostwa Afryki          | Porto-Novo | sztafeta 4 x 100 m | 1. miejsce | 39,26 |

## Rekordy życiowe
- bieg na 100 metrów – 10,06 (15 marca 2018, Pretoria)
- bieg na 200 metrów – 20,51 (9 maja 2015, Potchefstroom)